# Dipartimento di Tiapoum
Il dipartimento di Tiapoum è un dipartimento della Costa d'Avorio. È situato nella regione di Sud-Comoé, distretto di Comoé.
Nel censimento del 2014 è stata rilevata una popolazione di 72 158 abitanti.
Il dipartimento è suddiviso nelle sottoprefetture di Noé, Nouamou e Tiapoum.